# 梶ヶ森県立自然公園
梶ヶ森県立自然公園（かじがもりけんりつしぜんこうえん）は、高知県長岡郡大豊町の南東部に位置する県立自然公園。1964年（昭和39年）に指定された。2013年（平成25年）の年間利用者数は56,000人。

## 概要
公園面積は17.40km2。標高1,400mの梶ヶ森の山岳景観を中心とし、西に石鎚山系、東に剣山系、南に太平洋、眼下に吉野川流域を眺望することができるロケーションで、アセビ、ツツジ、ササ、カヤ類が群生し頂上付近は草原で展望に優れる。春や夏の草原には高山植物が咲き、秋には紅葉が山を覆い、冬には凍りの花が観られ、頂上まで自動車道が整備されている。

## 施設や見所
- 龍王の滝[3]
- 梶ヶ森天文台
- 仏岳山遍照院[3]
- 梶ヶ森キャンプ場
- 山荘「梶ケ森」[3]

## 指定区域
- 地図[5]

## アクセス
- 高知自動車道・大豊ICから車で約55分[4]
- JR四国豊永駅から、徒歩で2時間半[3]